# Andra seminolekriget
Andra seminolekriget eller Floridakriget utkämpades mellan Förenta Staterna och seminoleindianerna i Florida 1835–1842. Förenta Staterna uppnådde inte sitt strategiska mål att genomföra en fullständig etnisk rensning av Florida och ännu idag bor seminoler i denna stat, trots att större delen av den överlevande seminolebefolkningen deporterades till Indianterritoriet under detta krig.

## Bakgrund
Genom Indian Removal Act hade USA antagit en program för etnisk rensning. I Florida var målet seminolernas tvångsförflyttning till Indianterritoriet och den afroindianska befolkningens (de så kallade Black Seminoles) förslavande.  Fördraget vid Payne's Landing 1832 mellan USA och ett mindre antal indianska ledare (vilka enligt armékällor hade blivit trakasserade till de skrev på) föreskrev att seminolerna inom tre år skulle ha lämnat staten och överlämnat den afroindianska befolkningen i slaveri. USA:s armé kommenderades 1835 till Florida för ett genomdriva deportationerna.

## Kriget

Andra seminolekrigets krigsskådeplatser. Det färgade området är det som reserverats för seminolerna 1823. Det ljust gröna är våtmarker utanför reservatet. Svarta fyrkanter markerar amerikanska fort. Korslagda svärd markera strider.

Kriget bröt ut 1835 när två amerikanska kompanier om sammanlagt 110 soldater utsattes för ett väl förberett eldöverfall vilket endast lämnade tre amerikanska överlevande. Seminolerna förde ett framgångsrikt men kostsamt gerillakrig mot den amerikanska armén. Man dolde sig i terrängen, genomförde överfall på mindre styrkor och undvek större sammandrabbningar med en överlägsen fiende. Mindre än ettusen krigare höll stånd mot 10 000 reguljära soldater och 30 000 milismän. 1 600 amerikanska militärer dog, framförallt av sjukdomar. Därtill kommer ett okänt antal civila amerikaner som dödades av seminolerna. Genom svek lyckades amerikanerna tillfångata den seminoliske ledaren Osceola, men varken det eller hans död i fångenskap 1838 fick kampen att upphöra.

## Krigsslutet
1842 hade cirka 3 800 av seminolerna förts bort i fångenskap, 350 seminoler var kvar långt inne i Everglades och det förekom allt färre krigshandlingar. I augusti förklarade president John Tyler ensidigt att kriget var slut, trots att inget fredsfördrag ingåtts. De kvarvarande seminolerna lämnades i fred till 1855 då det tredje seminolekriget bröt ut. Även då misslyckades USA med att fördriva alla seminoler och de lever ännu kvar i Florida.